# The Jets (US-amerikanische Band)
The Jets ist eine US-amerikanische Familienband, die sich aus den Geschwistern Wolfgramm zusammensetzt. Ihr Musikstil ist in den Bereichen Pop, R&B, Gospel und vor allem dem Latin Freestyle angesiedelt.
Ursprünglich 1985 gegründet, verließen zwar einige Mitglieder 1990 die Band, aber dabei blieben dennoch mehrere Mitglieder der Familie der Band erhalten.
Verschiedene Plattenfirmen veröffentlichten mit Genehmigung unveröffentlichte Lieder der Band, die aus ihrer Erfolgszeit stammen, weil die Band in ihrer aktuellen Besetzung meist ohne den Großteil der ursprünglichen Mitglieder auftritt.

## Geschichte
Die Band wurde von den ältesten acht Kindern der Familie Wolfgramm, die insgesamt siebzehn Kinder hat, gegründet. Fünfzehn Kinder der Familie sind leiblich und zwei (Eddie und Eugene Wolfgramm), die aus Tonga stammen wurden adoptiert. Zudem ist die Familie Wolfgramm deutscher, und tongaischer Abstammung. Die Glaubensgemeinschaft der Familie Wolfgramm ist die Kirche Jesu Christi der Heiligen der Letzten Tage.
In den 1980er Jahren waren The Jets mit zehn Liedern in den Billboard Hot 100 vertreten, besondere Bekanntheit in den Vereinigten Staaten erreichten sie dabei mit den Liedern Crush on You und You Got It All. Für den Song Rocket 2 U erhielten sie eine Nominierung bei den Grammy Awards 1989 in der Kategorie: Beste Darbietung eines Duos oder einer Gruppe mit Gesang – Pop (Best R&B Performance by a Duo or Group with Vocals).
Ein Jahr zuvor ebenfalls von MCA Records unter Vertrag genommen, gründeten Eugene Wolfgramm (unter dem Pseudonym Gene Hunt) und Joe Pasquale das Duo Boys Club, das 1989 mit dem Lied I Remember Holding You in den Vereinigten Staaten mit Platz 8 in den Billboard Hot 100 einen Erfolg hatte.
Zum Kompilationsalbum kam Eugene zwar wieder zu den Jets, aber Eddie, Elizabeth und Kathi Wolfgramm entfielen. Für die Walt Disney Company sangen The Jets die Titelsongs zu The Disney Afternoon und Chip und Chap – Die Ritter des Rechts. Weitere Soundtrackarbeiten der Band sind Cross My Broken Heart (zu Beverly Hills Cop II), Under Any Moon (zu Karate Kid III – Die letzte Entscheidung) und La La Means I Love You (zu Family Man).
In den 1990er Jahren wandten die vorhandenen Mitglieder sich religiöser Musik zu und schenkten dabei ihrer Glaubensgemeinschaft Bedeutung. Obwohl die gesamte Familie nur sehr selten gemeinsam auftritt, sind dennoch einige Mitglieder mit ihren Solokarrieren beschäftigt.
The Jets sangen auf den World Series 1987 das Star-Spangled Banner, traten unter anderem ebenso bei den Olympischen Sommerspielen 1988 und den Olympischen Winterspielen 2002 auf.

## Diskografie

### Studioalben
| Jahr | Titel Musiklabel Katalog-Nr.               | Höchstplatzierung, Gesamtwochen, AuszeichnungChartplatzierungen (Jahr, Titel, Musiklabel Katalog-Nr., Platzierungen, Wochen, Auszeichnungen, Anmerkungen) | Höchstplatzierung, Gesamtwochen, AuszeichnungChartplatzierungen (Jahr, Titel, Musiklabel Katalog-Nr., Platzierungen, Wochen, Auszeichnungen, Anmerkungen) | Höchstplatzierung, Gesamtwochen, AuszeichnungChartplatzierungen (Jahr, Titel, Musiklabel Katalog-Nr., Platzierungen, Wochen, Auszeichnungen, Anmerkungen) | Anmerkungen                                                                   |
| Jahr | Titel Musiklabel Katalog-Nr.               | UK | US | R&B | Anmerkungen                                                                   |
| ---- | ------------------------------------------ | --- | --- | --- | ----------------------------------------------------------------------------- |
| 1986 | Crush on You (UK) / The Jets (US) MCA 5667 | UK57 (4 Wo.)UK | US21 Platin · (70 Wo.)US | R&B16 (62 Wo.)R&B | Erstveröffentlichung: 14. Oktober 1985 Charteintritt in UK erst im April 1987 |
| 1987 | Magic MCA 42085                            | — | US35 Gold · (50 Wo.)US | R&B26 (38 Wo.)R&B | Erstveröffentlichung: 27. September 1987                                      |
| 1989 | Believe MCA 6313                           | — | US107 (7 Wo.)US | R&B74 (4 Wo.)R&B | Erstveröffentlichung: 8. Juli 1989                                            |

Weitere Studioalben
- 1986: Christmas with the Jets
- 1995: Love People
- 1997: Love Will Lead the Way
- 1998: Then & Now
- 2006: Versatility
- 2014: Reunited

### Livealben
- 2007: Greatest Hits Live

### Kompilationen
- 1990: The Best of the Jets
- 1998: Back to Back (Splitalbum, mit Ready for the World)
- 1998: Then & Now & Wow
- 2001: 20th Century Masters: The Millennium Collection: The Best of the Jets
- 2003: Back to Back
- 2004: All Their Best (Reissue von Then & Now & Wow)

### Singles
| Jahr | Titel Album                                    | Höchstplatzierung, Gesamtwochen, AuszeichnungChartplatzierungen (Jahr, Titel, Album, Platzierungen, Wochen, Auszeichnungen, Anmerkungen) | Höchstplatzierung, Gesamtwochen, AuszeichnungChartplatzierungen (Jahr, Titel, Album, Platzierungen, Wochen, Auszeichnungen, Anmerkungen) | Höchstplatzierung, Gesamtwochen, AuszeichnungChartplatzierungen (Jahr, Titel, Album, Platzierungen, Wochen, Auszeichnungen, Anmerkungen) | Höchstplatzierung, Gesamtwochen, AuszeichnungChartplatzierungen (Jahr, Titel, Album, Platzierungen, Wochen, Auszeichnungen, Anmerkungen) | Anmerkungen |
| Jahr | Titel Album                                    | UK | US | R&B | Dance | Anmerkungen |
| ---- | ---------------------------------------------- | --- | --- | --- | --- | --- |
| 1985 | Curiosity Crush on You / The Jets              | UK41 (4 Wo.)UK | — | R&B8 (19 Wo.)R&B | Dance21 (9 Wo.)Dance | Erstveröffentlichung: September 1985 Charteintritt in UK erst im April 1987 Autoren: Jerry Knight, Aaron Zigman |
| 1986 | Crush on You (Reissue) Crush on You / The Jets | UK5 (15 Wo.)UK | US3 (20 Wo.)US | R&B4 (21 Wo.)R&B | Dance4 (10 Wo.)Dance | Erstveröffentlichung: März 1986 Charteintritt in UK erst im Januar 1987 Autoren: Jerry Knight, Aaron Zigman     |
| 1986 | Private Number Crush on You / The Jets         | — | US47 (11 Wo.)US | R&B28 (13 Wo.)R&B | — | Erstveröffentlichung: Juli 1986 Autoren: Jerry Knight, Aaron Zigman                                             |
| 1986 | You Got It All Crush on You / The Jets         | UK79 (3 Wo.)UK | US3 (26 Wo.)US | R&B2 (23 Wo.)R&B | — | Erstveröffentlichung: November 1986 Autor: Rupert Holmes                                                        |
| 1987 | Cross My Broken Heart Magic                    | — | US7 (16 Wo.)US | R&B11 (12 Wo.)R&B | Dance8 (8 Wo.)Dance | Erstveröffentlichung: Mai 1987 vom Soundtrack des Films Beverly Hills Cop II Autoren: Tony Pierce, Stephen Bray |
| 1987 | I Do You Magic                                 | — | US20 (15 Wo.)US | R&B19 (13 Wo.)R&B | — | Erstveröffentlichung: Oktober 1987 Autoren: Linda Mallah, Rick Kelly                                            |
| 1988 | Rocket 2 U Magic                               | UK69 (4 Wo.)UK | US6 (22 Wo.)US | R&B5 (14 Wo.)R&B | Dance3 (10 Wo.)Dance | Erstveröffentlichung: Januar 1988 Autor: Bobby Nunn                                                             |
| 1988 | Make It Real Magic                             | — | US4 (20 Wo.)US | R&B24 (12 Wo.)R&B | — | Erstveröffentlichung: April 1988 Autoren: Don Powell, Linda Mallah, Rick Kelly                                  |
| 1988 | Sendin’ All My Love Magic                      | — | US88 (4 Wo.)US | R&B72 (6 Wo.)R&B | Dance1 (9 Wo.)Dance | Erstveröffentlichung: Juli 1988 Autoren: Linda Mallah, Stephen Bray                                             |
| 1989 | You Better Dance Believe                       | — | US59 (7 Wo.)US | R&B73 (5 Wo.)R&B | Dance28 (5 Wo.)Dance | Erstveröffentlichung: Juli 1989 Autor: Michael Jonzun                                                           |
| 1989 | The Same Love Believe                          | — | US87 (6 Wo.)US | — | — | Erstveröffentlichung: Oktober 1989 Autor: Diane Warren                                                          |
| 1990 | Special Kinda Love The Best of the Jets        | — | — | R&B83 (5 Wo.)R&B | — | Erstveröffentlichung: Oktober 1990 Autoren: Ron Spearman, Vassal Benford                                        |

Weitere Singles
- 1985: Crush on You (Flexidisc)
- 1986: On Christmas Night
- 1988: Anytime / Christmas in My Heart
- 1989: Under Any Moon (mit Glenn Medeiros)
- 1990: Somebody to Love Me
- 1990: Forever in My Life

## Tourneen
- 1985–1986: The Jets World Tour
- 1986: Christmas with the Jets World Tour
- 1987–1988: Magic World Tour
- 1989: Believe World Tour